# Fame and Glory
Fame and Glory, född 2 april 2020 på Menhammar stuteri i Ekerö kommun i Stockholms län, är en svensk amerikansk travare. Han tränas av Timo Nurmos och körs av Björn Goop.
Fame and Glory började tävla i juni 2023 och har hittills vunnit 8 av 11 starter. Han har sprungit in 9,6 miljoner kronor. Han har tagit karriärens största seger i Svenskt Trav-Kriterium (2023) och Svenskt Travderby (2024).
Han har även vunnit Eskilstuna Fyraåringstest (2024) och kommit på andraplats i Breeders' Crown (2023) samt på tredjeplats i Prix Readly Express (2024).
Han är halvbror till Calgary Games genom stoet Olympia Tilly.

## Statistik
| Statistik för Fame and Glory (Ref.) | Statistik för Fame and Glory (Ref.) | Statistik för Fame and Glory (Ref.) | Statistik för Fame and Glory (Ref.) | Statistik för Fame and Glory (Ref.) | Statistik för Fame and Glory (Ref.) |
| ----------------------------------- | ----------------------------------- | ----------------------------------- | ----------------------------------- | ----------------------------------- | ----------------------------------- |
| Starter                             | Placeringar                         | Startprissumma                      | Segerprocent                        | Platsprocent                        | Rekord                              |
| 11                                  | 8-2-1                               | 9 685 000 kr                        | 73 %                                | 100 %                               | 1.11,3ak,                           |

### Större segrar
| År   | Lopp                      | Kusk       | Vinstbelopp   | Grupp   |
| ---- | ------------------------- | ---------- | ------------- | ------- |
| 2023 | Svenskt Trav-Kriterium    | Björn Goop | 4 000 000 SEK | Grupp 1 |
| 2024 | Eskilstuna Fyraåringstest | Björn Goop | 300 000 SEK   | Grupp 2 |
| 2024 | Svenskt Travderby         | Björn Goop | 4 000 000 SEK | Grupp 1 |